# Weefpatronen
Weefpatronen is een artistiek kunstwerk in Amsterdam-West.
Het werk bestaat uit de betegeling van een rioolgemaal en een gasverdeelstation op het Gulden Winckelplantsoen. Dat plein, er staat nauwelijks groen, werd vlak na de Tweede Wereldoorlog ingericht; begin 21e eeuw was het aan aanpassing toe vanwege stadsverdichting. De genoemde twee gebouwtjes kwamen in de middenberm te staan van het straatgedeelte van het plantsoen. Rond 2020 kreeg kunstenaar Barbara Broekman de opdracht deze gebouwtjes een leuker aanzien te geven. Broekman is gespecialiseerd in kunstwerken van textiel, maar vertaalde dat in de jaren negentig naar andere vormen van kunst. Zo ligt er een grote tegelvloer op de binnenplaats van Grote Beemd in Tilburg en een schoolspeelplaats Octopus in Diemen. Dit leidde weer tot verticale tegelwerken in Amsterdam-Zuidoost (twee exemplaren) en Amsterdam-West. Deze tegelwerken staan in groot contrast tot haar textielwerken. Die laatste zijn vol van kleur, terwijl deze drie tegelwerken alleen de tinten wit, grijs en zwart hebben. Voor het Gulden Winckelplantsoen wilde ze (voor wat betreft zicht) rust brengen in een kleurige omgeving. Van een afstand lijken de tegelwerken abstract, maar in dat abstracte werk met tegels van tien bij tien centimeter zitten minstens een koe en een fiets verstopt. Het werk is gesigneerd (BB).
Bijzonderheid is dat de tegels gefabriceerd zijn bij de firma Winckelmans te Lomme, Frankrijk.

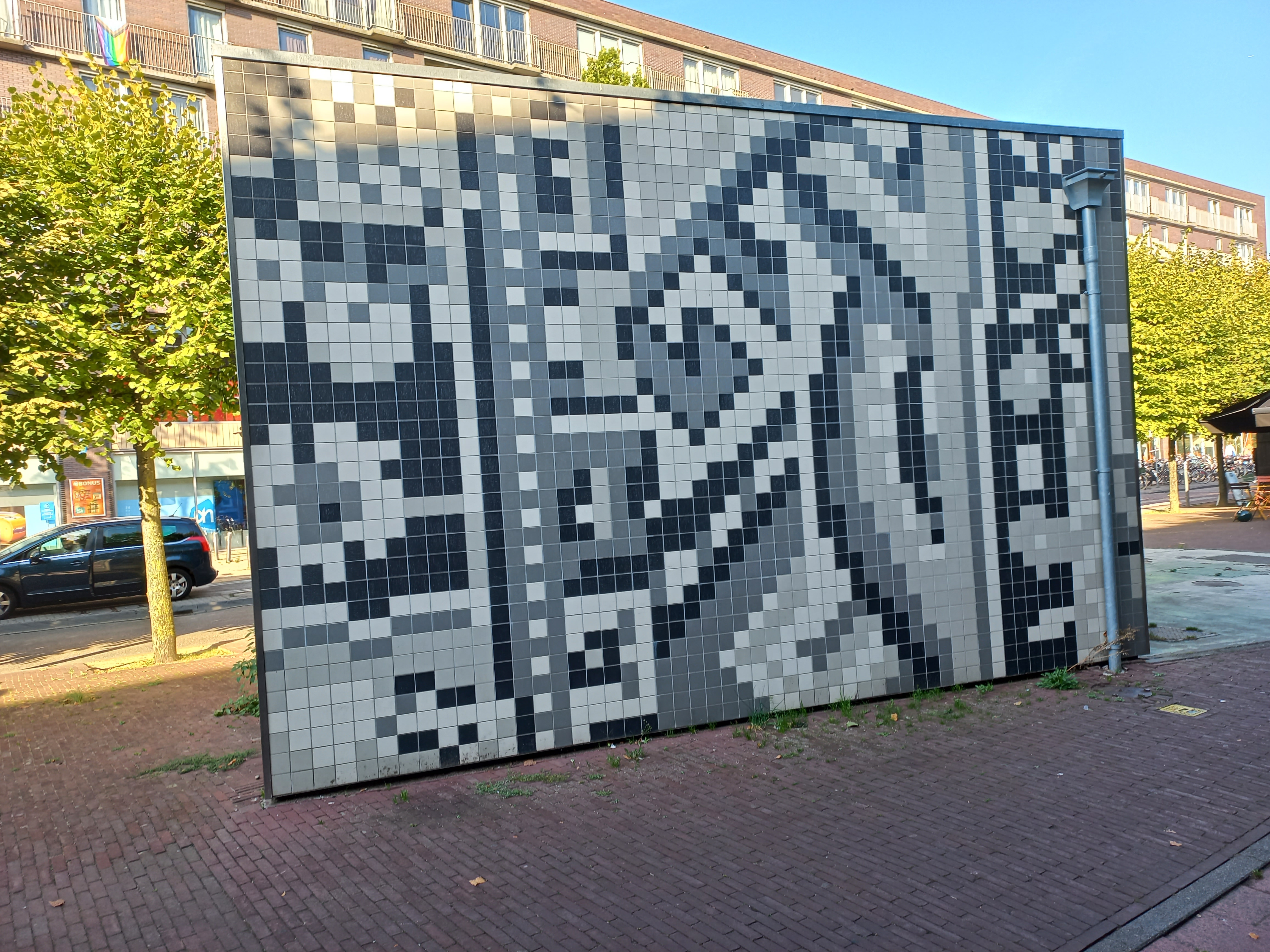
Verticaal tapijtpatroon (september 2023)